# Cua ma cà rồng
Cua ma hay cua ma cà rồng (tên khoa học Geosesarma) là một chi cua được tìm thấy ở Ấn Độ, vùng Đông Nam Á cho đến đảo quốc Solomon và Hawai, cua ma có nguồn gốc từ đảo Sulawesi của Indonesia. Ngày nay giống cua được nuôi với vai trò là một sinh vật cảnh với giá trị cao.

## Đặc điểm
Cua ma có vóc dáng giống cua đồng, một con cua ma cà rồng dài chỉ từ 1 inch, tương đương với gần 3 cm trở lên, trung bình chung những con cua nhỏ chỉ khoảng 3–4 cm. Cua ma có nhiều màu sắc khác nhau trong đó loài thân tím, mắt vàng trông đáng sợ nhất, mặc dù vậy đây là loài động vật khá nhút nhát có thể nuôi bán cạn Cua ma có đặc điểm nổi trội là màu mắt của cua ma với đôi mắt sáng rực như mắt ma với đôi mắt to mở trừng trừng.
Cua ma sống tại những khu rừng gần nguồn nước ngọt, một nửa thời gian cua ma sống trên cạn, thời gian còn lại sống dưới vùng nước nông. Nhiệt độ nước lý tưởng với loài cua là khoảng 24 độ C Thức ăn của loài này là nhữngthứ gì kiếm được, từ giun, dế, các loại cá, côn trùng chết bị rữa cho tới những loại hạt như ngô, đậu...
Cua ma là loại sinh vật cảnh hiếm du nhập vào Việt Nam. Trên thế giới được rao bán lên tới gần nửa triệu đồng, thậm chí cả triệu đồng ở thị trường sinh vật cảnh quốc tế. Một con cua ma đực được rao bán 15 USD, còn con cái 25 USD, tương đương với hơn 300.000 đồng đến hơn 500.000 đồng/con.

## Các loài
- Geosesarma aedituens Naruse & Jaafar, 2009
- Geosesarma albomita Yeo & Ng, 1999
- Geosesarma ambawang Ng, 2015
- Geosesarma amphinome (De Man, 1899)
- Geosesarma anambas Ng, Wowor & Yeo, 2023
- Geosesarma angustifrons (A. Milne-Edwards, 1869)
- Geosesarma araneum (Nobili, 1899)
- Geosesarma aurantium Ng, 1995
- Geosesarma batak Manuel-Santos, Ng & Freitag, 2016
- Geosesarma bau Ng & Jongkar, 2004
- Geosesarma bicolor Ng & Davie, 1995
- Geosesarma bintan T. M. Leong, 2014
- Geosesarma cataracta Ng, 1986
- Geosesarma celebense (Schenkel, 1902)
- Geosesarma clavicrure (Schenkel, 1902)
- Geosesarma confertum (Ortmann, 1894)
- Geosesarma danumense Ng, 2003
- Geosesarma dennerle Ng, Schubart & Lukhaup, 2015
- Geosesarma foxi (Kemp, 1918)
- Geosesarma gordonae (Serène, 1968)
- Geosesarma gracillimum (De Man, 1902)
- Geosesarma hagen Ng, Schubart & Lukhaup, 2015
- Geosesarma hednon Ng, Liu & Schubart, 2003
- Geosesarma ianthina Pretzmann, 1985
- Geosesarma insulare Ng, 1986
- Geosesarma johnsoni (Serène, 1968)
- Geosesarma katibas Ng, 1995
- Geosesarma krathing Ng & Naiyanetr, 1992
- Geosesarma larsi Ng & Grinang, 2018
- Geosesarma lawrencei Manuel-Santos & Yeo, 2007
- Geosesarma leprosum (Schenkel, 1902)
- Geosesarma maculatum (De Man, 1892)
- Geosesarma malayanum Ng & Lim, 1986
- Geosesarma mirum Shy & Ng, 2019[6]
- Geosesarma nannophyes (De Man, 1885)
- Geosesarma nemesis Ng, 1986
- Geosesarma noduliferum (De Man, 1892)
- Geosesarma notophorum Ng & C. G. S. Tan, 1995
- Geosesarma ocypodum (Nobili, 1899)
- Geosesarma penangense (Tweedie, 1940)
- Geosesarma peraccae (Nobili, 1903)
- Geosesarma protos Ng & Takeda, 1992
- Geosesarma rathbunae (Serène, 1968)
- Geosesarma rouxi (Serène, 1968)
- Geosesarma sabanum Ng, 1992
- Geosesarma sarawakense (Serène, 1968)
- Geosesarma scandens Ng, 1986
- Geosesarma serenei Ng, 1986
- Geosesarma solomonense (Serène, 1968)
- Geosesarma starmuhlneri Pretzmann, 1984
- Geosesarma sumatraense Ng, 1986
- Geosesarma sylvicola (De Man, 1892)
- Geosesarma ternatense (Serène, 1968)
- Geosesarma teschi Ng, 1986
- Geosesarma thelxinoe (De Man, 1908)
- Geosesarma tiomanicum Ng, 1986
- Geosesarma vicentense (Rathbun, 1914)